# Conchopus sikokianus
Conchopus sikokianus är en tvåvingeart som beskrevs av Sadao Takagi 1965. Conchopus sikokianus ingår i släktet Conchopus och familjen styltflugor. Inga underarter finns listade i Catalogue of Life.